# Corps de blindés Feldherrnhalle
Le corps de blindés Feldherrnhalle (en allemand : Panzerkorps Feldherrnhalle) était un corps d'armée d'unités blindés (Panzer) de l'armée de terre allemande : la Heer au sein de la Wehrmacht pendant la Seconde Guerre mondiale.

## Historique
Le Panzerkorps Feldherrnhalle est formé le 27 novembre 1944 à partir des restes du IV. Panzerkorps.
Il combat en Hongrie, prenant part à la bataille de Budapest et subissant de lourdes pertes.

## Organisation

### Commandants successifs
| Date                          | Grade                     | Commandant      |
| ----------------------------- | ------------------------- | --------------- |
| 28 novembre 1944 - 8 mai 1945 | General der Panzertruppen | Ulrich Kleemann |

## Théâtres d'opérations
- Hongrie : Novembre 1944 - Mai 1945

## Ordre de batailles

### Rattachement d'Armées
| Date     | Armée    | Groupe d'Armées      |
| -------- | -------- | -------------------- |
| 1944     |          |                      |
| Novembre | 6. Armee | Heeresgruppe Süd     |
| 1945     |          |                      |
| Janvier  | 8. Armee | Heeresgruppe Süd     |
| Février  | 8. Armee | Heeresgruppe Süd     |
| Avril    | 8. Armee | Heeresgruppe Ostmark |

### Unités subordonnées

#### Unités organiques
- Arko 404, après 1945: Artillerie-Kommandeur Feldherrnhalle
- Korps-Nachrichten-Abteilung 44, après 1945: Panzer-Korps-Nachrichten-Abteilung Feldherrnhalle
- Korps-Nachschubtruppen 404, après 1945: Panzer-Korps-Versorgungs-Regiment Feldherrnhalle

#### Unités rattachées
26 novembre 1944
- 1. Panzer-Division
- 76. Infanterie-Division
- 2. ungarische Panzer-Division

1er mars 1945
- 10. SS-Panzer-Division "Frundsberg"
- Kampfgruppe 211. Volks-Grenadier-Division
- 46. Volks-Grenadier-Division
- 357. Infanterie-Division
- 271. Volks-Grenadier-Division

## Insigne
Le port de la bande de bras "Feldherrnhalle" est autorisé pour cette unité pour illustrer ses affiliations avec la SA-Standarte Feldherrnhalle.

### Sources
- (de) Panzerkorps Feldherrnhalle sur lexikon-der-wehrmacht.de